# Santiago Tepetitlán
Santiago Tepetitlán är en ort i Mexiko, tillhörande kommunen San Martín de las Pirámides i delstaten Mexiko. Santiago Tepetitlán ligger i den centrala delen av landet och tillhör Mexico Citys storstadsområde. Orten hade 1 609 invånare vid folkmätningen 2010 och är fjärde störst i kommunen.